# Герб Артёма
Герб Артёмовского городского округа Приморского края Российской Федерации — составлен по правилам и соответствующим традициям геральдики и отражает исторические, культурные, социально-экономические, национальные и иные местные традиции.
Герб города утверждён решением № 73 Думы города Артёма Приморского края 10 апреля 2003 года и внесён в Государственный геральдический регистр Российской Федерации с присвоением регистрационного номера 1235.

## Описание и обоснование символики
Геральдическое описание (блазон) гласит:
В лазоревом (синем, голубом) поле с червлёной (красной) оконечностью, обременённой тремя золотыми нагруженными чёрным углём повозками (вагонетками) — золотое солнце о шестнадцати лучах (без изображения лица).
Герб Артёмовского городского округа един и гармоничен: все фигуры аллегорически символизируют город, история которого неразрывно связана с открытием и разработкой в южном Приморье месторождения угля. Сегодня в Артёмовском городском округе функционируют крупные предприятия энергетики, агропромышленного комплекса, стройиндустрии.
А начиналось всё в конце XIX века, когда при изучении Приморского края и строительстве Уссурийской железной дороги в местечке, расположенном недалеко от казачьего поста Углового, были замечены выходы пластов бурого угля. В 1913 году предпринимателем Л. Ш. Скидельским в районе Сучанской железной дороги были заложены три шахты (три повозки (вагонетки), гружёные углём) и построен посёлок. Это место стало называться Зыбунные копи и положило начало городу Артёму.
В 1924 году руднику присвоено имя революционера Артёма (Ф. А. Сергеев — политический и государственный деятель, работавший под псевдонимом Артём), и он стал называться «Артёмовские государственные каменноугольные копи»; впоследствии — рудничный поселок Артём, с 1938 года — город Артём.
Вагонетки, груженные углём, аллегорически символизируют основные отрасли промышленности, давшие социально-экономическое развитие городу, в которых были заняты жители — угледобывающую и углеперерабатывающую.
Чёрный цвет — цвет угля. Чёрный цвет символизирует мудрость, скромность, честность и вечность бытия.
Артёмовская ТЭЦ — первенец приморской энергетики, снабжает электроэнергией южное Приморье — это показано солнцем — символом созидательной силы, света, богатства, изобилия; являясь источником тепла, жизни, мира и согласия, солнце изливает на землю поток жизнетворческих сил, а на людей — свою благодать.
Лазурь символизирует красоту, истину, честь и добродетели, а также географическое расположение на берегу Японского моря.
Красный цвет символизирует труд, жизнеутверждающую силу, мужество, праздник, красоту.

## История
Первый герб города был утверждён Артёмовским городским Советом депутатов трудящихся в 1972 году. Герб имел следующее описание: В центре белого щита изображено золотое солнце с лучами, в нижней части на лучи наложены два колоса. В средней части щит пересекает пояс из двух синих и красной частей. На поясе изображены электрические изоляторы, вагонетка и грузовой крюк.
На основании существовавшего герба Артема 1972 года Союз геральдистов России разработал новый герб Артёма, который был утверждён 10 апреля 2003 года.
Геральдическую доработку герба произвёл — Константин Мочёнов (Химки), дизайн — Сергей Исаев (Москва), обоснование символики составила Галина Туник (Москва)